# جایزه هنری ولتمن
جایزه هنری ولتمن (انگلیسی: Henry Woltman Award) یک جایزه پزشکی سالانه در رشتهٔ مغز و اعصاب است که نخستین بار در سال ۱۹۶۶ توسط مایو کلینیک در راچستر، مینه‌سوتا به «لئونارد رابین کارنی» اعطا شد. این جایزه به نام هنری ولتمن متخصص مغز و اعصاب آمریکایی نامگذاری شده است و با هدف تجلیل از «فِـلو یا دستیار برجسته در علوم مغز و اعصاب که توانایی و عملکرد برتر در زمینه عصب‌شناسی بالینی را در زمینه مشاهده دقیق پدیده‌های بالینی، مراقبت دلسوزانه از بیماران و ابتکار عمل در آموزش نورولوژی بالینی نشان داده است» اهدا می‌شود.